# Libro de las formas et de las imágenes
El Libro de las formas et de las imágenes es una obra literaria del período medieval, compuesto durante el reinado de Alfonso X el Sabio.
De este tratado -que debió escribirse hacia 1277- sólo se nos conserva el prólogo y el índice de los once capítulos que debían componerlo:
Et dezimos primeramente de las partes d'este libro que son onze partes. La primera part es de Aboláys que fabla de las imágenes et de sus obras que se faz en en las piedras por los grados de los doze signos et á en ella trezientos et sessaenta capítolos.
Et la segunda es de Timtim que fabla de otra manera de imágenes que se faz en por los grados de los signos en las piedras et con los metales bueltos en uno. Et á en ella trezientos et sessaenta capítolos.
Et la tercera es de Pitágoras que fabla de otras maneras de figuras que suben en estos mismos grados: qué obra an en las nacencias de los omnes. Et á en ella trezientos et sessaenta capítolos.
Et la cuarta es de Yluz que fabla de las imágenes que se fazen en las piedras segund las fazes de los signos. Et á en ella treinta et seis capítolos.
La quinta es de Belienus et de Yluz que fabla de muchas maneras de imágenes que se fazen en las piedras por las planetas cuando son en sus dignidades et en sus horas. Et á en ella capítolos.
Et la sesta es de Plinio et de Belienus et de otros sabios et fabla de imágenes que se faz en en las piedras faziendo d'ellas sortijas. Et á en ella capítolos.
La viiª es de Utarit et fabla de siete imágenes que se faz en por las siete planetas en siete piedras señaladas et fázense d'ellas sortijas. Et á en ella siete capítolos.
Et la octava es de Ragiel que fabla de .xxiiii imágenes que se deven fazer en piedras señaladas. Et á en ella .xxiiii capítolos.
La ixª es de Yacoth que fabla de las aguas et de los Iodos que son mester en esta obra de las piedras. Et á en ella siete capítolos.
Et la xª es de Ali que fabla de cuemo se deven figurar las piedras et de otras reglas que son mester en esta sciencia. Et á en ella capítolos.
Et la xiª es de las imágenes que se fallan fechas en las piedras.